# Nomioides communis
Nomioides communis är en biart som beskrevs av Blüthgen 1934. Nomioides communis ingår i släktet Nomioides och familjen vägbin. Inga underarter finns listade i Catalogue of Life.